# اچ‌ام‌اس گولد (کی۴۷۶)
اچ‌ام‌اس گولد (کی۴۷۶) (به انگلیسی: HMS Gould (K476)) یک زیردریایی بود که طول آن ۲۸۹٫۵ فوت (۸۸٫۲ متر) بود. این زیردریایی در سال ۱۹۴۳ ساخته شد.